# Марійська Автономна Радянська Соціалістична Республіка
 Увага: Не вказане значення "continent"
Марійська Автономна Радянська Соціалістична Республіка — адміністративно-територіальна одиниця РРФСР у 1936—1990 роках. Столиця — місто Йошкар-Ола.

## Історія
Марійська АРСР була утворена 5 грудня 1936 року по конституції 1936 року шляхом перетворення Марійської автономної області, створеної 4 листопада 1920 року як автономного територіального утворення для гірських і лугових марійців. 22 жовтня 1990 року Марійська АРСР була перетворена в Марійську Радянську Соціалістичну Республіку (МРСР). 

## Адміністративний поділ
До складу Марійській АРСР входило 14 районів.
На території Марійської АРСР було 3 міста (Йошкар-Ола, Волзьк, Козьмодем'янськ) та 14 селищ міського типу.

## Національний склад
За переписом 1970 року: 
- росіяни — 321 тисяч осіб (46,9%);
- марійці — 299 тисяч осіб (43,6%);
- татари — 40 тисяч осіб (5,8%);
- чуваші — 9 тисяч осіб (1,3%);
- українці — 5 тисяч осіб (0,7%);
- інші — 11 тисяч осіб (1,7%).